# نورث تشارلستون
نورث تشارلستون (كارولاينا الجنوبية) (بالإنجليزية: North Charleston, South Carolina)‏ هي مدينة تقع في الولايات المتحدة في مقاطعة بيركلي. يقدر عدد سكانها بـ 104,054 نسمة ومساحتها 198.5 كم2 وترتفع عن سطح البحر 6 متر.

## التركيبة السكانية
حدّد مكتب تعداد الولايات المتحدة بيانات التركيبة السكانية لنورث تشارلستون في تعداد الولايات المتحدة. في ما يلي، التركيبة السكانية حسب تعدادي 2000 و2010.

### تعداد عام 2000
بلغ عدد سكان نورث تشارلستون 79,641 نسمة بحسب تعداد عام 2000، وبلغ عدد الأسر 29,783 أسرة وعدد العائلات 18,980 عائلة مقيمة في المدينة. في حين سجلت الكثافة السكانية 379.4 نسمة لكل كيلومتر مربع (982.6/ميل2). وبلغ عدد الوحدات السكنية 33,631 وحدة بمتوسط كثافة قدره 160.2 لكل كيلومتر مربع (414.9/ميل2).
وتوزع التركيب العرقي للمدينة بنسبة 44.76% من البيض و49.41% من الأمريكيين الأفارقة و0.44% من الأمريكيين الأصليين و1.59% من الأمريكيين ذوي الأصول الآسيوية و0.09% من سكان جزر المحيط الهادئ و1.78% من الأعراق الأخرى و1.93% من عرقين مختلطين أو أكثر و3.97% من الهسبانيون أو اللاتينيون من أي عرق.
بلغ عدد الأسر 29,783 أسرة كانت نسبة 39.1% منها لديها أطفال تحت سن الثامنة عشر تعيش معهم، وبلغت نسبة الأزواج القاطنين مع بعضهم البعض 36% من أصل المجموع الكلي للأسر، ونسبة 22.8% من الأسر كان لديها معيلات من الإناث دون وجود شريك، بينما كانت نسبة 4.9% من الأسر لديها معيلون من الذكور دون وجود شريكة وكانت نسبة 36.3% من غير العائلات. تألفت نسبة 28.6% من أصل جميع الأسر من عدة أفراد يعيشون في نفس المنزل ونسبة 6.6% كانت تتألف من شخص يعيش بمفرده يبلغ من العمر 65 عاماً أو أكثر. وبلغ متوسط حجم الأسرة المعيشية 2.51، أما متوسط حجم العائلات فبلغ 3.10.
بلغ العمر الوسطي للسكان 29.9 عاماً. وكانت نسبة 27.7% من القاطنين تحت سن الثامنة عشر، وكانت نسبة 10.9% بين الثامنة عشر والرابعة والعشرين عاماً، ونسبة 29.9% كانت واقعةً في الفئة العمرية ما بين الخامسة والعشرين والرابعة والأربعين عاماً، ونسبة 17.2% كانت ما بين الخامسة والأربعين والرابعة والستين، ونسبة 8.1% كانت ضمن فئة الخامسة والستين عاماً فما فوق. يوجد لكل 100 أنثى 93.1 ذكر، ويوجد لكل 100 أنثى في الثامنة عشر من عمرها فما فوق 88.7 ذكر.
بلغ متوسط دخل الأسرة في المدينة 22,148 دولارًا، أما متوسط دخل العائلة فبلغ 23,960 دولارًا. وكان متوسط دخل الذكور 25,107 دولارًا مقابل 18,362 دولارًا للإناث. وسجل دخل الفرد الخاص بالمدينة 11,653 دولارًا. وكانت نسبة 30.6% من العائلات ونسبة 33.8% من السكان تحت خط الفقر، وكان من هؤلاء نسبة 47.5% تحت سن الثامنة عشر ونسبة 17.5% في الخامسة والستين من العمر وما فوق.

### تعداد عام 2010
بلغ عدد سكان نورث تشارلستون 97,471 نسمة بحسب تعداد عام 2010، وبلغ عدد الأسر 36,915 أسرة وعدد العائلات 22,989 عائلة مقيمة في المدينة. في حين سجلت الكثافة السكانية 464.3 نسمة لكل كيلومتر مربع (1,202.5/ميل2). وبلغ عدد الوحدات السكنية 42,219 وحدة بمتوسط كثافة قدره 201.1 لكل كيلومتر مربع (520.8/ميل2).
وتوزع التركيب العرقي للمدينة بنسبة 41.57% من البيض و47.16% من الأمريكيين الأفارقة و0.46% من الأمريكيين الأصليين و1.95% من الأمريكيين ذوي الأصول الآسيوية و0.16% من سكان جزر المحيط الهادئ و6.22% من الأعراق الأخرى و2.48% من عرقين مختلطين أو أكثر و10.89% من الهسبانيون أو اللاتينيون من أي عرق.
بلغ عدد الأسر 36,915 أسرة كانت نسبة 35.6% منها لديها أطفال تحت سن الثامنة عشر تعيش معهم، وبلغت نسبة الأزواج القاطنين مع بعضهم البعض 34.9% من أصل المجموع الكلي للأسر، ونسبة 21.7% من الأسر كان لديها معيلات من الإناث دون وجود شريك، بينما كانت نسبة 5.7% من الأسر لديها معيلون من الذكور دون وجود شريكة وكانت نسبة 37.7% من غير العائلات. تألفت نسبة 28.8% من أصل جميع الأسر من عدة أفراد يعيشون في نفس المنزل ونسبة 6.4% كانت تتألف من شخص يعيش بمفرده يبلغ من العمر 65 عاماً أو أكثر. وبلغ متوسط حجم الأسرة المعيشية 2.54، أما متوسط حجم العائلات فبلغ 3.13.
بلغ العمر الوسطي للسكان 30.6 عاماً. وكانت نسبة 25.5% من القاطنين تحت سن الثامنة عشر، وكانت نسبة 13.2% بين الثامنة عشر والرابعة والعشرين عاماً، ونسبة 30.8% كانت واقعةً في الفئة العمرية ما بين الخامسة والعشرين والرابعة والأربعين عاماً، ونسبة 22.1% كانت ما بين الخامسة والأربعين والرابعة والستين، ونسبة 8.4% كانت ضمن فئة الخامسة والستين عاماً فما فوق. وتوزع التركيب الجنسي للسكان بنسبة 49.6% ذكور و50.4% إناث.

## أعلام
- كوري واشنطن
- بايرون ماكسويل
- نيكي غرين
- نحميا بروفتون
- كارلوس دونلاب